# فینال جام یوفا ۱۹۸۶
فینال جام یوفا ۱۹۸۶، رقابت پایانی جام یوفا در سال ۱۹۸۶ میلادی است که مابین دو تیم باشگاه فوتبال رئال مادرید و باشگاه فوتبال کلن برگزار شده‌است.
این مسابقه که در تاریخ‌های ۳۰ آوریل ۱۹۸۶ و ۶ مه ۱۹۸۶ انجام شده‌است در مجموع با نتیجه ۵ بر ۳ به سود باشگاه فوتبال رئال مادرید به پایان رسید.